# Liste der Biografien/Langi
Liste der Biografien |
Portal Biografien |
Personensuche
# |
A |
B |
C |
D |
E |
F |
G |
H |
I |
J |
K |
L |
M |
N |
O |
P |
Q |
R |
S |
T |
U |
V |
W |
X |
Y |
Z |
?
 
La |
Lb |
Lc |
Le |
Lg |
Lh |
Li |
Lj |
Ll |
Lm |
Lo |
Lp |
Lt |
Lu |
Lv |
Lw |
Lx |
Ly |
Lz
 
Laa |
Lab |
Lac |
Lad |
Lae–Lah |
Lai |
Laj |
Lak |
Lal |
Lam |
Lan |
Lao |
Lap |
Laq |
Lar |
Las |
Lat |
Lau |
Lav |
Law |
Lax |
Lay |
Laz
 
Lana |
Lanc |
Land |
Lane |
Lanf |
Lang |
Lanh |
Lani |
Lanj |
Lank |
Lanl |
Lanm |
Lann |
Lano |
Lanp |
Lanq |
Lanr |
Lans |
Lant |
Lanu |
Lanv |
Lanw |
Lanx |
Lany |
Lanz
 
Langa |
Langb |
Langd |
Lange |
Langf |
Langg |
Langh |
Langi |
Langj |
Langk |
Langl |
Langm |
Langn |
Lango |
Langr |
Langs |
Langt |
Langu |
Langv |
Langw 
Die Liste der Biografien führt alle Personen auf, die in der deutschsprachigen Wikipedia einen Artikel haben. Dieses ist eine Teilliste mit 11 Einträgen von Personen, deren Namen mit den Buchstaben „Langi“ beginnt.

## Langi

### Langid
- Langidrik, Ty‘ree (* 1997), Sprinter von den Marshallinseln

### Langie
- Langie, André (1871–1961), Schweizer Bibliothekar und Kryptologe
- Langiewicz, Marian (1827–1887), polnischer Offizier, Diktator während des Januaraufstandes

### Langil
- Langil, Steeven (* 1988), französischer Fußballspieler
- Langiller, Marcel (1908–1980), französischer Fußballspieler

### Langin
- Längin, Bernd G. (1941–2008), deutscher Autor und Herausgeber
- Längin, Johann Georg (1827–1897), deutscher Pfarrer und Schriftsteller
- Langin, Richard (* 1963), französischer Schauspieler
- Längin, Theodor (1867–1947), deutscher Bibliothekar und Germanist
- Langini, Osvaldo (1922–2016), italienischer Filmregisseur und Drehbuchautor

### Langit
- Langitz, Roland C. (1963–2010), österreichischer Maler und Ausstellungsmacher